# 奧比德涅
49°8′25″N 28°51′10″E / 49.14028°N 28.85278°E
奧比德涅（烏克蘭語：Обідне），是烏克蘭西南部的村莊，隸屬文尼察州的文尼察區。該村面積4.1平方公里，海拔高度291米，2001年人口691，人口密度每平方公里168.54人。